# Собор Святого Павла
Собо́р Свято́го Па́вла (англ. St Paul's Cathedral) — англиканский храм в центре Лондона, кафедральный собор епархии Лондона Церкви Англии. Находится на вершине холма Ладгейт-Хилл, самой высокой точке Сити.

## Предыстория
Всего известно 5 соборов во имя Святого Павла, стоявших на этом месте. Первый из них, деревянный, был построен в 604 году и сгорел в 675 году. В 685 году был возведён каменный собор, разрушенный викингами во время очередного набега на Лондон в 961 году. На следующий год был построен новый каменный собор, погибший во время лондонского пожара 1087 года. Четвёртый, также каменный (известный как Старый Сент-Пол или Сент-Пол до Великого Пожара), был заложен в 1086 году и освящён в 1240 году. Это был один из крупнейших соборов Европы того времени, его длина составляла около 180 метров, ширина — 30 метров, высота шпиля — почти 150 метров. Собор сгорел в 1666 году во время Великого лондонского пожара. Хотя после пожара восстановить собор было возможно, власти всё же приняли решение о строительстве на его месте нового здания. Пятый собор был построен по проекту архитектора Кристофера Рена. Работы были начаты в 1675 году и завершены в 1708 году.

## История строительства и архитектура собора
Создатель храма, сэр Кристофер Рен, в Италии не был и считал себя продолжателем традиций французского зодчества. В созданном им оригинальном стиле Рен пытался соединить особенности средневекового романо-готического строительства и элементы французского классицизма «большого стиля» эпохи Людовика XIV. В 1665 году он посетил Францию. В Париже встречался с Ж. Ардуэн Мансаром и Дж. Л. Бернини. Рен, по его словам, привёз в Лондон большое количество гравюр с изображением «величественных французских зданий, орнаментов и гротесков, в которых французы превзошли даже итальянцев». Официальной датой открытия собора считается 20 октября 1708 года — день рождения архитектора Рена (в тот день ему исполнилось 76 лет), однако фактически службы в соборе начались 2 декабря 1697 года. До начала строительства Рену пришлось трижды полностью изменять проект.

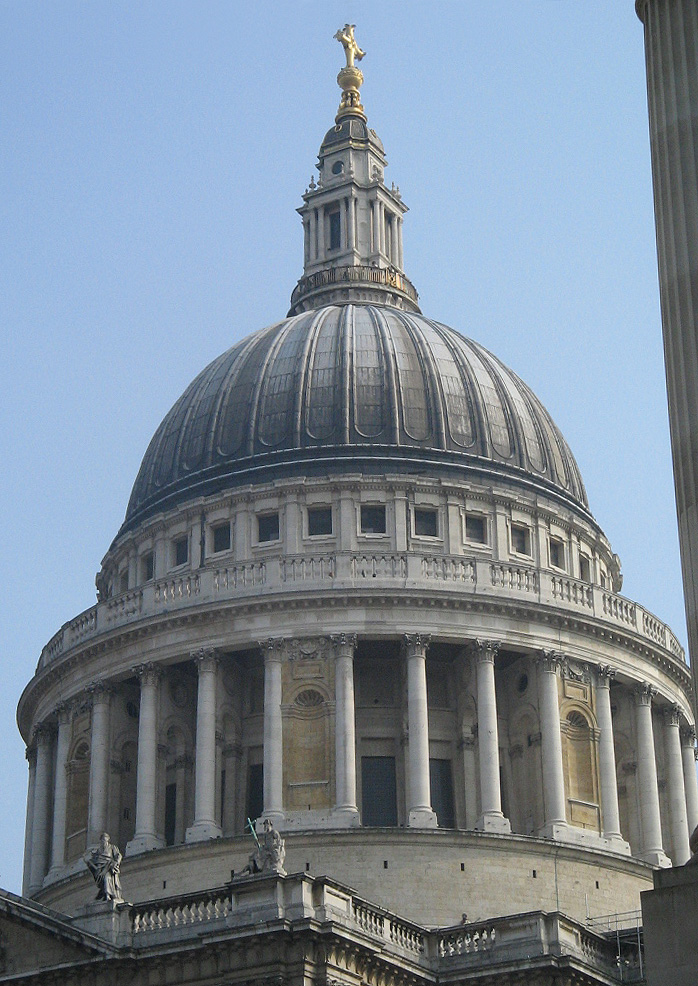
Купол собора

Собор Святого Павла представляет собой уникальное сооружение. Он строился 36 лет и не повторяет ни один из храмов мира, хотя и задумывался как символ противостояния Англиканской церкви римско-католическому миру с его главным храмом — собором Святого Петра в Ватикане, о чём косвенно свидетельствует «перекличка» имён святых покровителей римского и лондонского храмов. Архитектурный стиль собора в целом атрибутируют как «барочный классицизм». Король Карл II, при котором началось строительство храма, скончался в 1685 году, и основное строительство велось при королеве Анне (1702—1707). Поэтому и архитектурный стиль того времени, в котором соединились классицистические и барочные влияния, в английской историографии часто именуют «стилем королевы Анны». Перед собором на площади установлен памятник королеве.
Старый собор был разрушен пожаром 1666 года. В 1711 году Рен был назначен в Комиссию по строительству новых церквей. Однако проект Собора показался королю Карлу II слишком скромным и вызвал критику со стороны коллег архитектора. В 1712 году в рукописи было распространено «Письмо касательно проекта» (The Letter Concerning Design) Энтони Эшли Купера, третьего графа Шефтсбери. Предлагая новый «британский стиль архитектуры», Шефтсбери осудил собор Рена и «его устаревший вкус» (Рен был скован требованиями «соборной базиликальной формы», желаемой англиканским духовенством). Кристофер Рен ответил своим критикам, создав другой проект в виде деревянной модели, названный «Великая модель», частично основанный на проекте собора Святого Петра Микеланджело, который был принят королём, и строительство началось в ноябре 1673 года. В 1675 году Рен переработал проект и предложил третий, «Ордерный план», в котором нашёл компромиссное решение, он возвёл над базиликальным телом собора грандиозный купол, который опирается на барабан, окружённый колоннадой, напоминающей ту, что придумал Браманте для собора Святого Петра. Купол Рена объединил все элементы композиции здания и подчинил себе его массу.
Новая композиция отличается тем, что соединила в себе традиции северной романо-готической архитектуры (удлинённый неф и 2 симметричные башни западного фасада), элементы стиля барокко (слабо выраженный трансепт, сдвоенные колонны двухъярусного портика фасада и «римский купол» над средокрестием) и элементы классицизма, особенно заметные в стремлении архитектора сохранить центрическое пространство в интерьере.
Лондонский собор имеет широкий продольный неф, обширное, похожее на зал, подкупольное пространство и трёхнефный хор. В процессе проектирования Рен взял за основу так называемую «французскую» схему, тип центрического крестово-купольного храма, «греческие» портики и «римский купол». Всё это архитектор смешал, как он сам определил, «для разнообразия». Собор имеет нартекс (вестибюль) с двумя симметричными капеллами по сторонам и тройной неф. Трансепт завершён полукружиями капелл. Огромный купол на колонном барабане возносит крест на высоту 111 м (высота креста ватиканского храма 142 м).
«Барочный классицизм» Кристофера Рена эклектичен. Довольно странно выглядят двухъярусные «греко-римские портики» с фланкирующими их романо-готическими башнями, ярусы которых также обработаны по-барочному. Двухъярусные портики, купол и внутреннее пространство лондонского собора, по мнению многих специалистов, инспирированы не архитектурой римского барокко, а также эклектичными французскими образцами, композицией церкви Валь-де-Грас (1646) и церкви Сорбонны (1635—1642) Жака Лемерсье и церкви Дома инвалидов (1693—1706) Жюля Ардуэн-Мансара. Эти церкви Кристофер Рен видел в Париже.
Огромное средокрестие венчается куполом, внутреннюю поверхность которого Рен предполагал украсить мозаиками, но в итоге купол расписал техникой гризайль академический живописец Джеймс Торнхилл (1716—1719). 8 композиций изображают эпизоды из жизни апостола Павла.
Величественный интерьер собора отражает консервативные, академические тенденции «стиля королевы Анны». Рен хотел интерьер украсить множеством статуй, а купол — мозаиками, но не получил возможности выполнить своё намерение. Купол расписал техникой гризайль академический живописец Джеймс Торнхилл (1716—1719). 8 композиций изображают эпизоды из жизни Св. Апостола Павла. «Барочно-академический вкус» этих росписей уже в то время вызывал критику и даже насмешки.
Под куполом Собора расположено 3 галереи: внутренняя шепчущая галерея и наружные каменная и золотая галереи. Шепчущая галерея обязана своим названием не предусмотренной архитекторами особенности её акустики, слово, даже сказанное шёпотом, в одном конце галереи, многократно отражается её стенами, в результате чего этот шёпот вполне может слышать человек, находящийся на другом конце галереи. В колокольнях Собора установлено 17 колоколов, из них 13 — в северо-западной башне и 4 (включая колокола Большой Пол (Great Paul) и Большой Том (Great Tom) — в юго-западной башне.

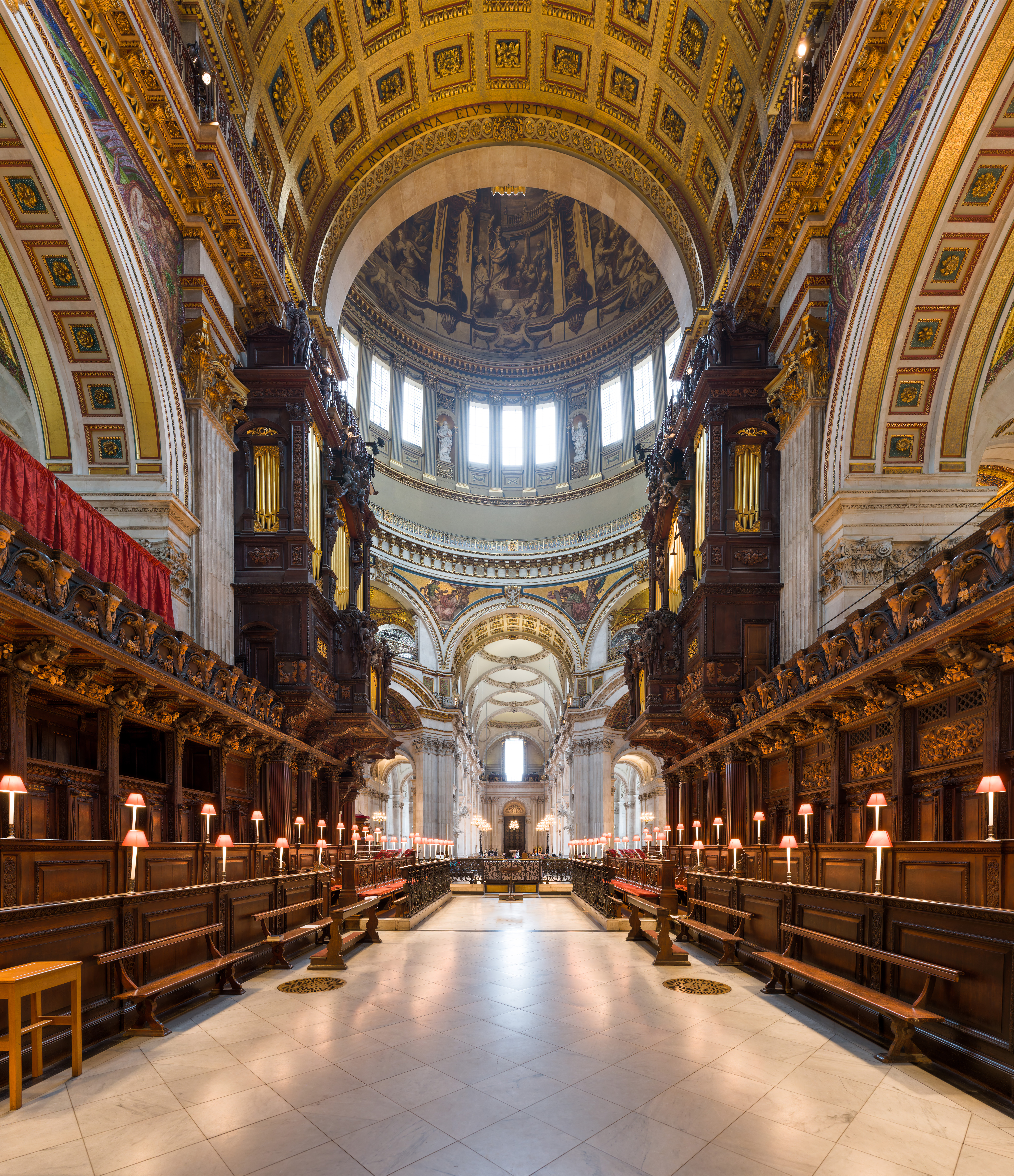
Собор Святого Павла

Сэр Кристофер Рен после своей кончины в 1723 году по древней традиции удостоился чести быть захороненным в построенном им соборе. Краткая эпитафия на надгробной плите гласит: Si Monumentum requiris, circumspice! («если ищешь монумент — оглянись!»).

## Место погребения известных личностей
Собор Святого Павла является усыпальницей почти двухсот известных граждан Великобритании. Эта традиция берёт своё начало ещё с предшествующих соборов, в первом и втором соборах были захоронены англосаксонские короли. Первым удостоился чести быть захороненным в новом соборе Святого Павла его архитектор сэр Кристофер Рен. На его могиле не установлено памятника, и лишь приведена эпитафия на латыни Lector, si monumentum requiris, circumspice («читатель, если ты ищешь памятник — просто оглянись вокруг»).
Среди других персон, похороненных в соборе:
- поэт Наум Тейт (1652—1715);
- адмирал Горацио Нельсон (1758—1805);
- инженер Джон Ренни (1761—1821);
- герцог Веллингтон (1769—1852);
- композитор сэр Артур Салливан (1842—1900);
- полковник Томас Эдвард Лоуренс (1888—1935);
- художник сэр Уильям Ллевеллин (1858—1941);
- бактериолог сэр Александр Флеминг (1881—1955);
- художник и скульптор Генри Спенсер Мур (1898—1986).

## Факты
- От собора Святого Павла начинается шоссе A1 — самая длинная нумерованная дорога Великобритании.
- В 1621—1631 годах настоятелем старого собора Святого Павла был Джон Донн. В 1631 году он был похоронен в соборе.
- В 1713 году по случаю заключения Утрехтского мира в соборе Святого Павла состоялось торжественное исполнение «Утрехтского Te Deum» и «Jubilate» Георга Генделя.
- В серии «Тёмная вода» («Доктор Кто») в нём была расположена «Сфера Небытия» (галлифрейский жёсткий диск), используемая Мисси в качестве хранилища душ умерших с целью превращения их в киберлюдей.